# Cincloramphus mariae
La yerbera de Nueva Caledonia (Cincloramphus mariae) es una especie de ave paseriforme de la familia Locustellidae endémica de Nueva Caledonia.

## Descripción
La yerbera de Nueva Caledonia es un pájaro de tamaño pequeño de cola larga. Sus partes superiores y flancos son de tonos pardos oliváceos sin moteado, y las partes inferiores son blanquecinas. Se caracteriza por su larga lista superciliar blanca, su garganta también es blanca y entre ambas queda una lista ocular parda.

## Distribución y hábitat
La yerbera de Nueva Caledonia es un pájaro sedentario que habita en las zonas de matorral tanto de los montes como las zonas bajas de la mitad sur de la isla principal de Nueva Caledonia, en particular aquellos donde haya Maquis minier con helechos, pero también se encuentra en bosques secundarios y herbazales, y también se ha observado en las selvas densas. Generalmente se avista en solitario o en parejas. 